# Powojnik pnący
Powojnik pnący (Clematis vitalba L.) – gatunek rośliny z rodziny jaskrowatych (Ranunculaceae Juss.). Występuje na większości obszaru Europy (na północy sięgając do środkowych Niemiec, Czech i Ukrainy), w północno-zachodniej Afryce (w Algierii), na Kaukazie, i w zachodniej Azji. W Polsce występuje w wielu miejscach, głównie w zachodniej części kraju, na Śląsku, w dolinie Wisły. W Polsce jest dość rzadki, ale stopniowo rozprzestrzenia się. Status gatunku we florze Polski: kenofit, w skali regionalnej inwazyjny. W niektórych krajach, również w Polsce bywa uprawiany. 

## Morfologia

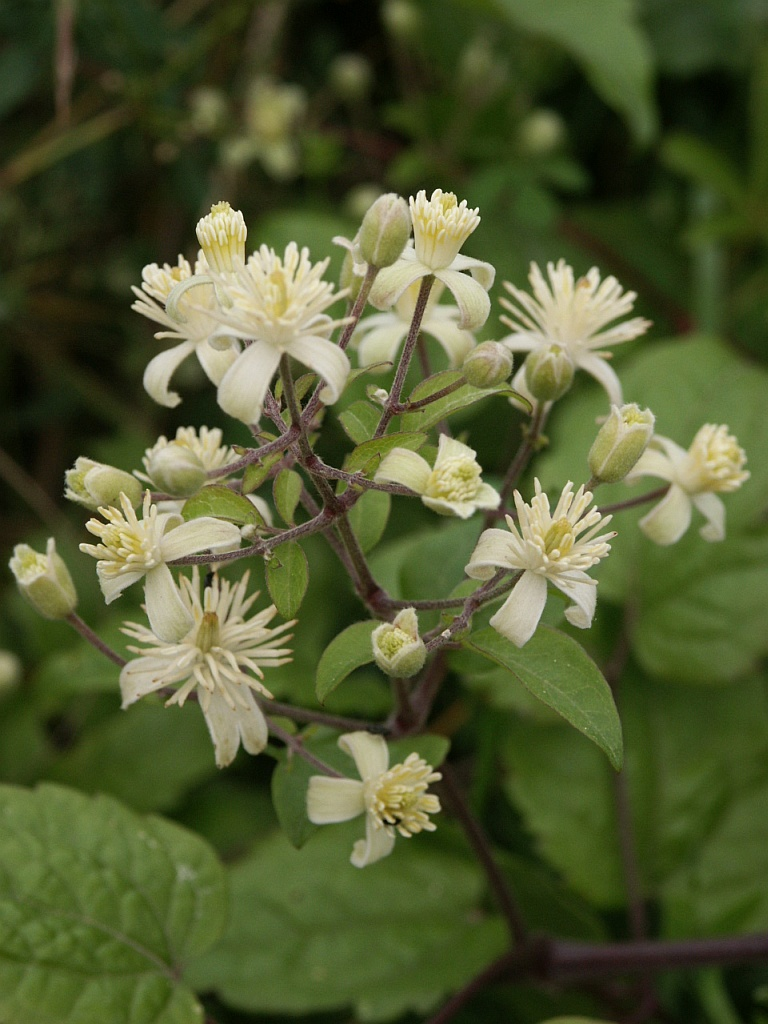
Kwiatostan

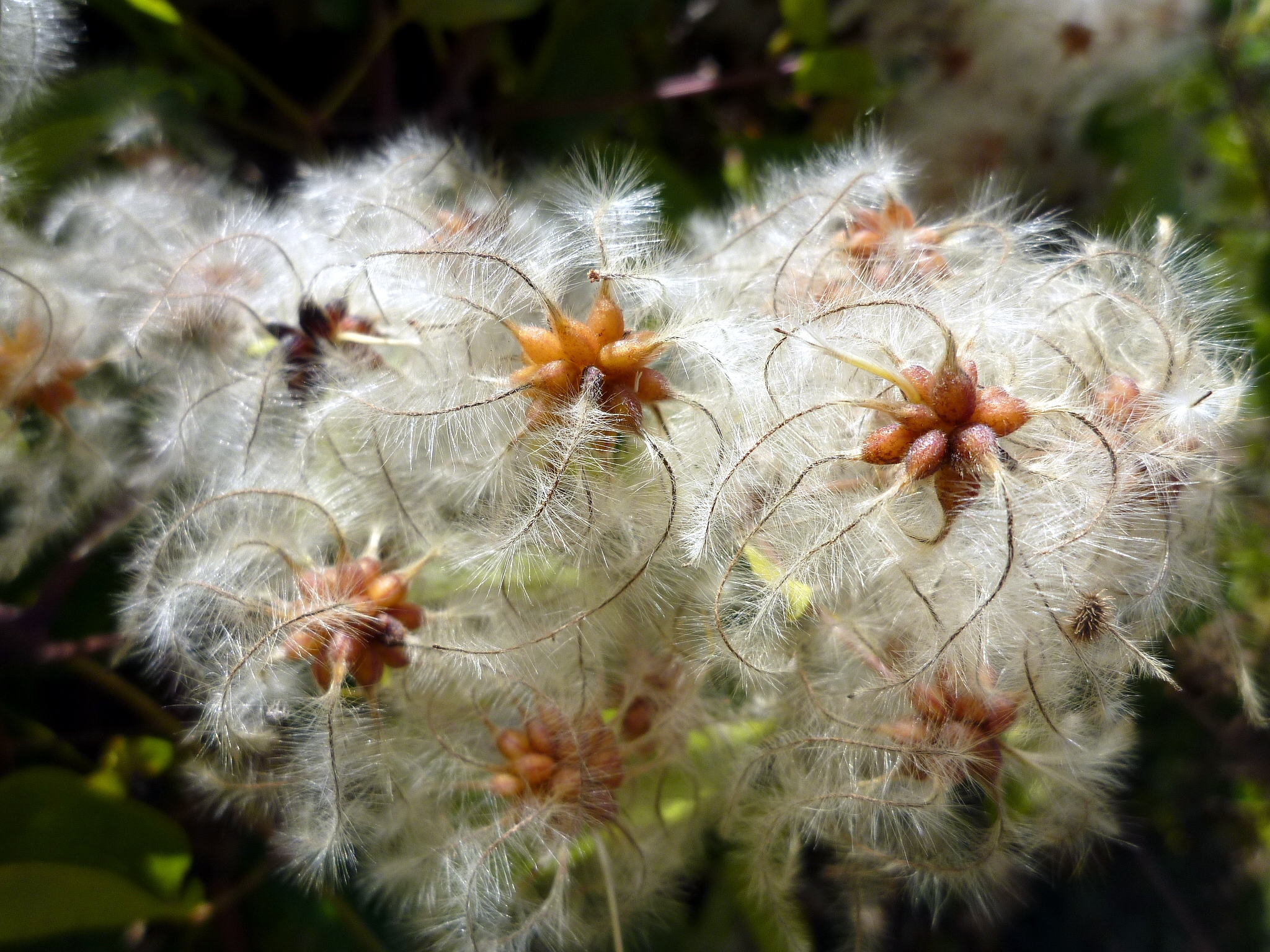
Owoce

ŁodygaWijąca się, wzniesiona lub ze słabą tendencją do pięcia się. Dorasta do wysokości 4–12 m. Szybko pokrywa duże i nasłonecznione powierzchnie. Kora na zdrewniałych pędach jest szarobrązowa, łuszczy się długimi pasami.
LiścieNieparzystopierzaste, pięciolistkowe. Ułożone naprzeciwlegle, ogonki długości 4–6 cm. Całobrzegie lub grubo ząbkowane, o sercowatej lub zaokrąglonej podstawie.
KwiatyDrobne, pachnące, o średnicy 2 cm (z podsadkami), zebrane w wiechy. Kielich kwiatów jest wewnątrz biały a na zewnątrz zielonkawy.
OwoceNiełupki ze srebrzystobiałymi, pierzastymi wyrostkami. Utrzymują się na krzewie nawet przez całą zimę.

## Biologia i ekologia

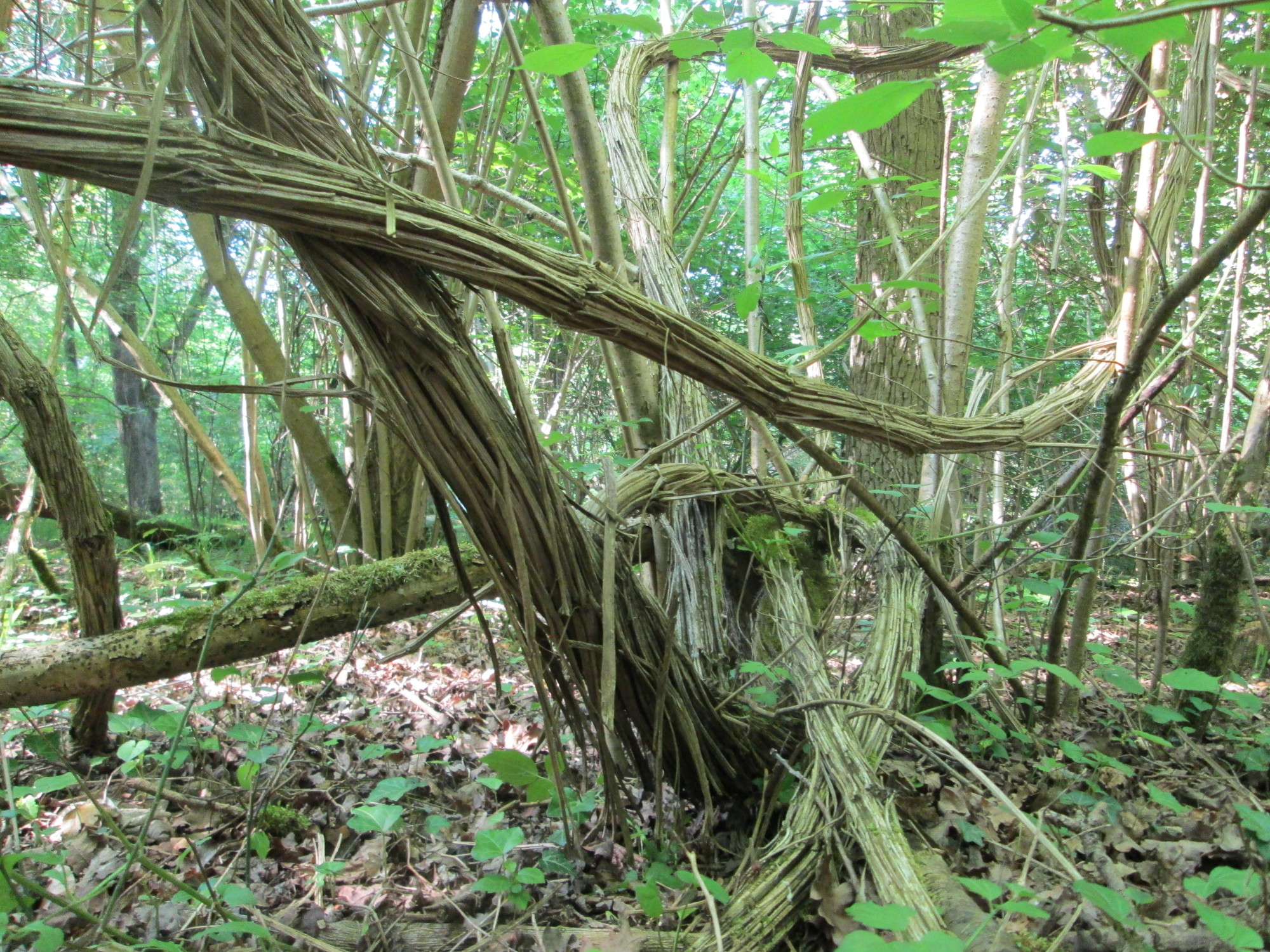
Pędy powojnika pnącego

Roślina wieloletnia, pnącze, nanofanerofit. Kwitnie od czerwca do października. Rośnie w wilgotnych lasach liściastych, zaroślach i na torfowiskach. Jest gatunkiem ciepłolubnym. W klasyfikacji zbiorowisk roślinnych gatunek charakterystyczny dla Cl. Rhamno-Prunetea, Ass. Pruno-Ligustretum. Cała roślina jest lekko trująca.

## Zastosowanie
Uprawiany jest jako roślina ozdobna ze względu na swój szybki wzrost, bardzo dobrą wytrzymałość na mróz, suszę i wiatr. Nadaje się do ogródków przydomowych i do parków. Ma długi okres kwitnienia, powstałe z kwiatów puszyste owoce zbiorowe utrzymują się na roślinie do zimy i również są ozdobne. Należy mu zapewnić dużo miejsca, gdyż z powodu swojego ekspansywnego wzrostu szybko zarasta pędami otaczające go krzewy czy inne rośliny. Ma małe wymagania glebowe, może rosnąć na stanowisku słonecznym, półcienistym, a nawet zacienionym.